# 各務原工業団地
各務原工業団地（かかみがはらこうぎょうだんち）は、岐阜県各務原市上戸町7丁目にある工業団地。

## 概要
- 三井山の南東、自衛隊岐阜基地三井山官舎の南の三井町（現・上戸町7丁目）丘陵地を造成して出来た工業団地でる。総敷地面積は約75,600m2。分譲面積は6.3ha[1]。1985年（昭和60年）3月完成[1]。
- 各務原第2工業団地と区別をするため、上戸町工業団地、各務原（上戸町）工業団地とも称する。

## 主な進出企業
- カルビー

カルビー各務原工場（1983年操業）
- フジミインコーポレーテッド
- 中部エクストロン
- ウチダ
- 千代田工業

## 交通

### 自動車
- 国道21号（那加バイパス）那加大東町交差点を南下、約1.5㎞。

### 公共交通機関
- 各務原市ふれあいバス川島線「三井山官舎前」バス停より徒歩約3分。